# 24 Weeks
24 Weeks (24 Wochen) è un film drammatico del 2016 diretto da Anne Zohra Berrached.
È stato presentato in concorso alla 66ª edizione del Festival di Berlino dove si è aggiudicato il premio Guild of German Art House Cinemas.

## Trama
Astrid è una giovane cabarettista con una difficile scelta da affrontare. È incinta di 6 mesi ma il bambino che aspetta è affetto dalla sindrome di Down e da un grave difetto cardiaco. Insieme alla famiglia dovrà prendere una decisione, se crescere un bambino disabile o interrompere una gravidanza ormai in stadio avanzato.

## Distribuzione
Dopo l'anteprima del 14 febbraio 2016 al Festival di Berlino il film è stato presentato in altre manifestazioni internazionali, tra cui l'International Istanbul Film Festival (7 aprile), l'Edinburgh International Film Festival (20 giugno) e il New Horizons Film Festival (22 luglio).
Il 22 settembre 2016 è uscito nelle sale tedesche e in seguito è stato proiettato in molti altri festival cinematografici, tra cui il Chicago International Film Festival e il Mill Valley Film Festival (14 ottobre), il Festival del cinema di Stoccolma (10 novembre), il Tallinn Black Nights Film Festival (15 novembre) e il Palm Springs International Film Festival (8 gennaio 2017).

### Date di uscita
- Germania (24 Wochen) - 22 settembre 2016
- Paesi Bassi (24 Weeks) - 29 settembre 2016
- Grecia (24 Weeks) - 6 ottobre 2016
- Ungheria (24 hét) - 13 ottobre 2016
- Colombia (24 semanas) - 27 ottobre 2016
- Svezia (24 veckor) - 25 novembre 2016
- Taiwan (24 Weeks) - 25 novembre 2016
- Repubblica di Macedonia (24 Weeks) - 22 dicembre 2016
- Serbia (24 nedelje) - 22 dicembre 2016
- Finlandia (24 viikkoa) - 13 gennaio 2017
- Slovenia (24 tednov) - 25 gennaio 2017
- Polonia (24 tygodnie) - 19 maggio 2017
- Norvegia (24 uker) - 25 agosto 2017

## Critica
Paul Heath di The Hollywood News ha recensito positivamente il film, che ha definito «un coraggioso, significativo dramma carico di emozioni... con una straordinaria performance dell'attrice Julia Jentsch».

## Riconoscimenti
- 2016 - Festival internazionale del cinema di Berlino
  - Nomination Orso d'oro per il miglior film
  - Premio Guild of German Art House Cinemas
- 2016 - Chicago International Film Festival
  - Nomination Gold Hugo per il miglior film
- 2016 - CPH:PIX
  - Nomination Politiken's Audience Award a Anne Zohra Berrached
- 2016 - Film Festival Oostende
  - Look Prize per il miglior film
- 2017 - Deutscher Filmpreis
  - Nomination miglior film
  - Nomination miglior regia a Anne Zohra Berrached
  - Nomination migliore sceneggiatura a Carl Gerber e Anne Zohra Berrached
  - Nomination miglior attrice protagonista a Julia Jentsch
- 2017 - German Film Critics Association Awards
  - Nomination miglior attrice a Julia Jentsch
- 2017 - Jupiter Award
  - Nomination miglior attore tedesco a Bjarne Mädel
  - Nomination miglior attrice tedesca a Julia Jentsch